# Haetera piera
La mariposa transparente, Haetera piera, es una especie de mariposa de la subfamilia Satyrinae en la familia Nymphalidae. Se encuentra en las Guayanas, Brasil, Ecuador, Perú, Bolivia y Venezuela.

## Subespecies
- Haetera piera piera
- Haetera piera diaphana Lucas, 1857 (Brasil: Bahía)
- Haetera piera negra C. & R. Felder, 1862 (Perú, Ecuador, Brasil: Amazonas)
- Haetera piera unocellata Weymer, 1910 (Bolivia)
- Haetera piera pakitza Lamas, 1998 (Perú)

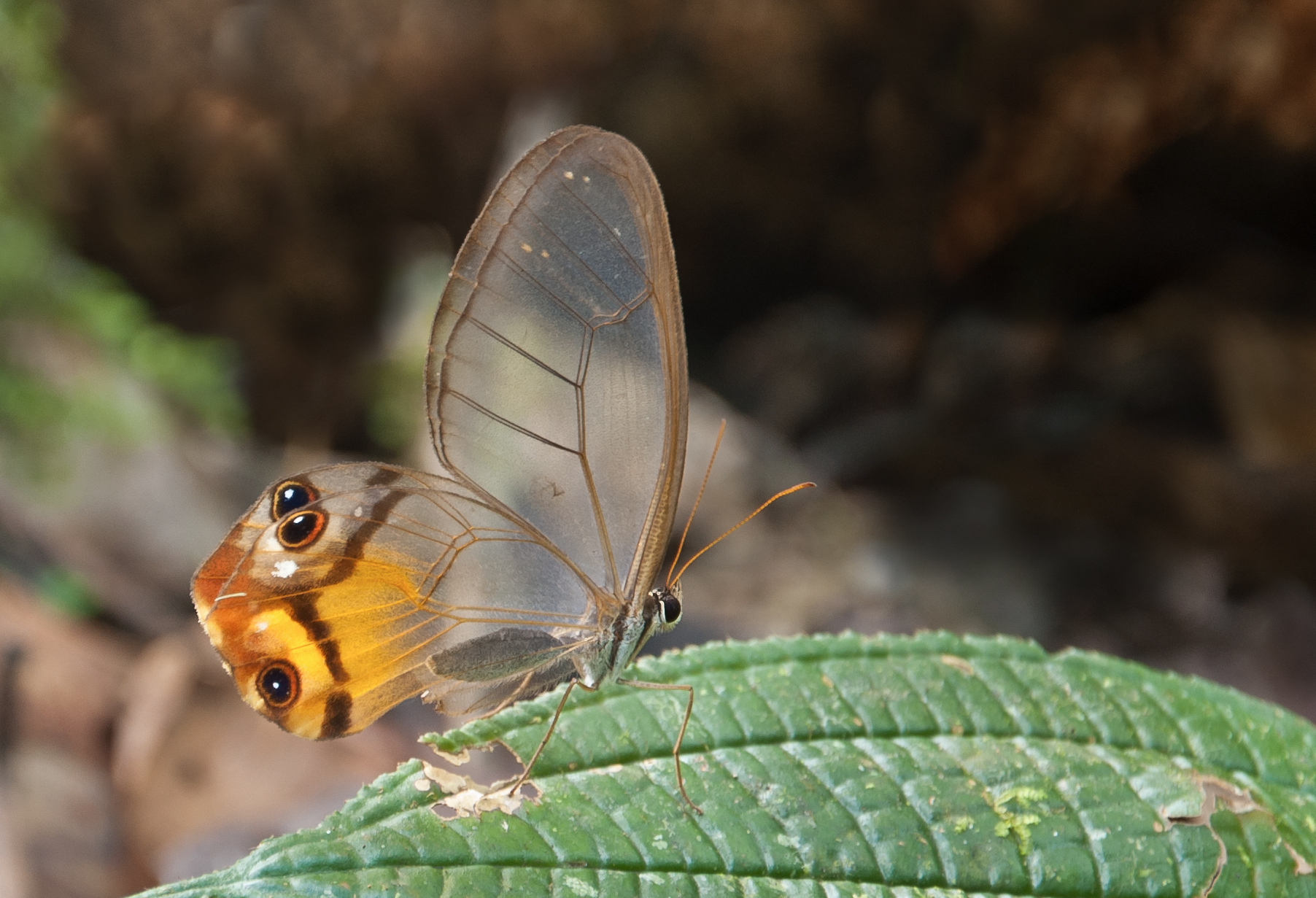
H. p. piera en la base del tepui Ptarí, Parque nacional Canaima, Venezuela
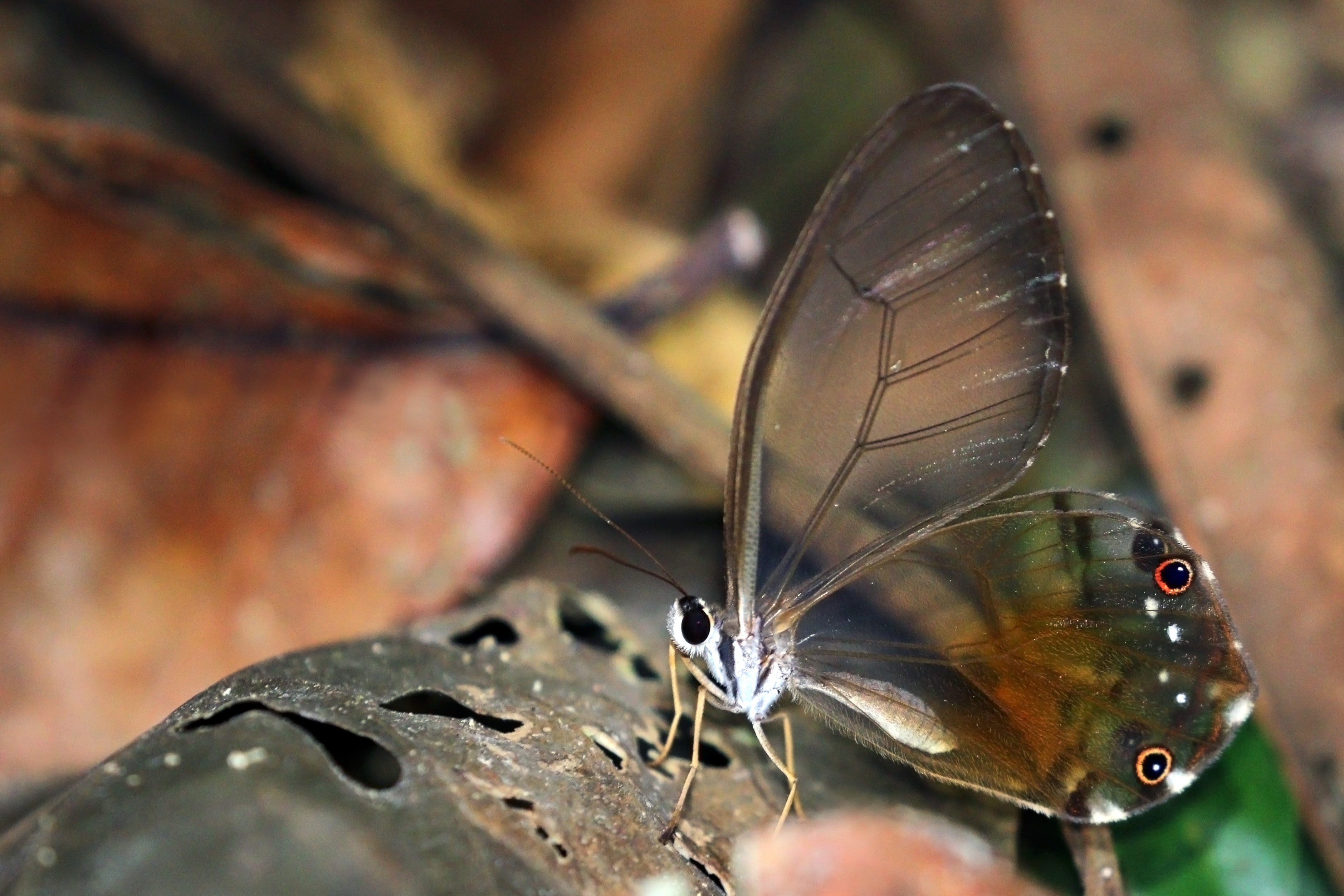
H. p. negra cerca del río Cristalino, Amazonas Sur, Brasil